# Progress M-13M
Progress M-13M byla ruská nepilotovaná kosmická loď Progress, která odstartovala k Mezinárodní vesmírné stanici 30. října 2011. Loď byla vyrobena konstrukční kanceláří RKK Eněrgija a provozována ruskou kosmickou agenturou Roskosmos. Po dvou dnech letu došlo ke spojení se stanicí.

## Start
Progress odstartoval z Bajkonuru 30. října 2011, šlo o první úspěšný start rakety Sojuz po havárii s lodí Progress M-12M. Po devití minutách letu se loď dostala na plánovanou oběžnou dráhu, došlo k rozvinutí solárních panelů a navigační antény. Oběžná dráha byla ve výšce 193-253 kilometrů, oběžná doba 89 minut. Poté loď zahájila neobvykle dlouhý třídenní přelet ke stanici.

## Spojení
2. listopadu 2011 došlo k úspěšnému spojení kosmické lodě s vesmírnou stanici na modulu Pirs. Stykovací uzel na tomto modulu byl krátce předtím uvolněn, když došlo k odpojení lodě Progress M-10M. Automatický stykovací systém fungoval bezchybně a ke spojení lodě se stanicí došlo nad územím severní Číny. Později během dne do lodi vstoupila posádka Expedice 29, aby si vyzvedla náklad.

## Náklad
Celkový náklad kosmické lodě činil 2648 kilogramů. Značnou část tvořilo palivo, voda, jídlo a hardware pro americký segment. Dále loď nesla předměty pro posádku, kyslík nebo vědecké experimenty.

## Odpojení a zánik
Progress byl připojen ke stanici 82 dní do 23. ledna 2012, kdy došlo k odpojení. Nákladní loď naložená odpadky ze stanice provedla zhruba tříminutový manévr, který ji zpomalil natolik, že vstoupila do atmosféry kde zanikla její větší část. Zbytek dopadl do Tichého oceánu.